# Têtes couronnées

Têtes couronnées est le titre générique d'une collection d'essais par Robert de Montesquiou parue en 1916. Elle est dédiée au docteur Paul-Louis Couchoud.

## Chapitres
1. L'Archange d'or (Le Saint Sébastien de D'Annunzio)
2. L'Ombre des flèches (Saint Sébastien)
3. Saints d'Israël (Baron et Baronne Adolph Carl von Rothschild)
4. L'Ami du voleur de soleil (Camille Groult)
5. Le Météore (Edmond Rostand)
6. Le Beau Cavalier (Gustave Jacquet)
7. Le Moulin du livre (Charles Meunier)

## Référence
- Le Mort remontant- Robert Montesquiou-Fézensac (comte de), Émile-Paul frères, 1922, 136 pages